# Snowdrop (motor de videojuego)
Snowdrop es un motor de juego propietario creado por Massive Entertainment y Ubisoft Studio para Microsoft Windows, Nintendo Switch, PlayStation 4, y Xbox One. Fue revelado en el E3 de 2013 con Tom Clancy's The Division, el primer juego en usar dicho motor.

## Tecnología
El motor está escrito principalmente en C++.
Rodrigo Cortes (anterior director de arte en Massive Entertainment) dice que el desarrollo de Snowdrop empezó en 2009. Inicialmente se trataba de un motor pensado para PC y la siguiente generación de consolas, enfocado a "hacer las cosas mejor, no más grandes". El núcleo del motor está basado en un sistema de nodos, haciendo que sea dinámico, interconectado y flexible, donde los programadores pueden crear assets rápidamente e interactuar con ellos de maneras nunca vistas antes". Massive creó con Snowdrop un sistema iluminación y de destrucción (inspirados en técnicas de producción cinematográficas) revolucionarios.
El motor Snowdrop es flexible y eficaz, permitiendo a equipos relativamente pequeños crear juegos AAA ambiciosos. Al usar Snowdrop, tanto artistas, como diseñadores y animadores tienen el control absoluto sobre el motor, pudiendo así poder aplicar sus ideas y visión con facilidad.

## Características
El motor se distingue principalmente por:
- Un sistema de scripting basado en nodos que vincula todas las áreas, pasando por renderizado, IA, misiones e interfaz.
- Día realista y cambio a noche.
- Iluminación global volumétrica.
- Destrucción procedural.
- Sistema de partículas avanzado y efectos visuales.
- Shaders dinámicos.

Desde 2013, Massive Entertainment ha subido dos vídeos titulados "Snowdrop Tech Showcase" y "GDC 2014 Snowdrop Diario de Desarrollador" a canal de YouTube para demostrar el poder del motor.

## Juegos que utilizan Snowdrop
- Tom Clancy's The Division (2016)
- Mario + Rabbids Kingdom Battle (2017)
- South Park: The Fractured but Whole (2017)
- Avatar Project[4]
- Starlink: Battle for Atlas (2018)
- Tom Clancy's The Division 2 (2019)[5]
- The Settlers (2020)
- XDefiant  (2024)
- Star Wars Outlaws (2024)